# Martin Franić
Martin Franić (Slavonski Brod, 13 gennaio 1997) è un calciatore croato, difensore del Tomislav Drnje.

## Carriera
Ha giocato nella prima divisione croata.

## Palmarès

### Club

#### Competizioni nazionali
- Druga hrvatska nogometna liga: 1

Rudeš: 2016-2017